# Alukin Boats
Alukin Boats Sweden AB är en svensk båttillverkare av aluminiumbåtar i Norrtälje, som grundades omkring 2008 av bland andra Peter Nikula (född 1971). Den första modellen presenterades på mässan Allt för sjön i Stockholm 2008.
Nimbus Boats gick in som delägare i Alukin 2018 och övertog företaget 2020.
Alukin tillverkar båtar i Norrtälje och i Campnou Oy:s fabrik i Etseri i Finland.